# پائول رابینسون (بازیکن فوتبال، زاده نوامبر ۱۹۷۸)
پائول رابینسون (انگلیسی: Paul Robinson؛ زادهٔ ۲۰ نوامبر ۱۹۷۸) بازیکن فوتبال اهل انگلستان است.
از باشگاه‌هایی که در آن بازی کرده‌است می‌توان به بلکپول، باشگاه فوتبال ویتلی بای، باشگاه فوتبال بکونزفیلد، باشگاه فوتبال ساوت شیلدز، باشگاه فوتبال میدنهد یونایتد، یورک سیتی، برنلی، باشگاه فوتبال داندی یونایتد، باشگاه فوتبال هارتل پول یونایتد، باشگاه فوتبال گریمزبی تاون، باشگاه فوتبال تورکی یونایتد، باشگاه فوتبال چشام یونایتد، باشگاه فوتبال کارلایل یونایتد، باشگاه فوتبال دیدکات تاون، باشگاه فوتبال هندون، نیوکاسل یونایتد، باشگاه فوتبال ویمبلدون، و باشگاه فوتبال هبورن تاون اشاره کرد.